# Songs of the Season
Songs of the Season è il diciottesimo album in studio del cantante e attore statunitense Randy Travis, pubblicato nel 2007.

## Tracce
1. (There's No Place Like) Home for the Holidays – 2:52 (Robert Allen, Al Stillman)
2. Have Yourself a Merry Little Christmas – 3:34 (Ralph Blane, Hugh Martin)
3. O Holy Night – 3:42 (Adolphe Adam, John Sullivan Dwight)
4. Go Tell It on the Mountain – 3:35 (Traditional/John Wesley Work Jr.)
5. Labor of Love – 4:41 (Andrew Peterson)
6. Angels We Have Heard on High – 3:25 (Public Domain)
7. Let It Snow! Let It Snow! Let It Snow! – 2:21 (Sammy Cahn, Jule Styne)
8. Away in a Manger – 2:48 (William J. Kirkpatrick)
9. O Little Town of Bethlehem – 3:17 (Public Domain)
10. Nothin's Gonna Bring Me Down (At Christmas Time) – 3:11 (Pat Alger)
11. The First Noel – 3:37 (Kirkpatrick)
12. Joy to the World – 2:48 (George Frideric Handel, Isaac Watts)
13. Our King – 3:21 (Randy Travis)